# Eva Reichmann (Literaturwissenschaftlerin)
Eva Reichmann (* 30. Juni 1962 in Salzburg) ist eine österreichische Autorin, Unternehmerin und Literaturwissenschaftlerin.

## Leben
Eva Reichmann besuchte eine von katholischen Schwestern geleitete Volksschule (Grundschule) und anschließend das Akademische Gymnasium in Salzburg. Mit achtzehn Jahren zog sie nach Bielefeld und begann an der dortigen Universität das Studium der Literaturwissenschaft, Geschichte und Germanistik; die Promotion erfolgte 1994.
Zwischen 1985 und 1991 arbeitete sie als Dramaturgin, Regieassistentin und freie Lektorin. 1991 bis 2001 lehrte sie an der Fakultät für Linguistik und Literaturwissenschaft der Universität Bielefeld. Sie erstellte Arbeiten unter anderem zu Max Zweig, Hermann Broch, Robert Müller, Johann Nestroy und dem Wiener Vorstadttheater.
Seit 1998 ist sie selbständig im Bereich Beratung, seit 2011 mit eigenem Unternehmen beruf & leben GbR.

## Werke
- Kalter Grund, dahlemer verlagsanstalt 2004
- Schönheitskorrekturen, dahlemer verlagsanstalt 2005
- Grenzbereich, dahlemer verlagsanstalt 2008
- Mord?, dahlemer verlagsanstalt 2021
- Der Tandler und der Tod, emons-Verlag 2023

Unter dem Pseudonym Ana Vasia veröffentlichte Eva Reichmann:
- Mitvergangenheit, verlagshaus Natascha Henseler Bünde, 2011
- Verlassenschaften, verlagshaus Natascha Henseler Bünde, 2011